# Sudraka
Sudraka (India, ... – India, 530) è stato un drammaturgo indiano.
Si hanno scarne notizie biografiche, infatti solo elementi tecnici e stilistici permettono una incerta datazione fra il IV e il V secolo d.C. Tra le notizie che abbiamo della sua vita vi sono quelle ricavate dal prologo del dramma in dieci atti Il carretto d'argilla, a lui attribuito, in cui l'autore si definisce re, padre di re e dotto teologo: purtroppo la mancanza di re indiani con questo nome fa supporre apocrifi questi dati biografici.

## Il carretto d'argilla
L'azione de Il carretto di argilla si svolge nella città di Ujjayini, dove il bramino Carudatta, ridotto in tristi condizioni economiche dalla sua generosa pietà, ama ed è riamato da Vasantasena, una gentile etera, perseguitata dalle brame di Samsthanaka, cognato del re.
Per sfuggirgli, la giovane si rifugia presso Carudatta. Uscendo dalla casa di questi, Vasantasena, salita per un inganno sul cocchio di Samsthanaka e colpita dall'innamorato respinto, viene creduta morta e abbandonata in un parco, dove un monaco buddista si prende cura di lei.
Carudatta, accusato del delitto, viene condannato a morte ma, grazie al ritorno improvviso di Vasantasena e allo spodestamento del re, sarà riconosciuto innocente e liberato: il nuovo monarca gli offrirà un'alta carica e, liberata Vasantasena dalla triste condizione di etera, permetterà le loro legittime nozze.
Celebre in questo dramma è la descrizione che dà il titolo: l'incontro tra il figlioletto di Carudatta, triste per la modestia del suo carretto di argilla, e Vasantasena, che glielo riempie dei suoi gioielli coi quali il bimbo potrà comprarsi un carretto d'oro. 
L'opera è davvero tra le più singolari del teatro indiano, pur non essendo svincolata dalle rigide norme del tempo, proprio per i personaggi ritratti con rara sensibilità e descrizioni molto fini e accurate, rappresentando uno spaccato dell'antica società dell'India, dei suoi usi e dei suoi costumi. Oltre a quest'opera a Sudraka è attribuito anche un vivace monologo comico.